# Detlef Hegekötter
Detlef Hegekötter, teilweise auch Detlev Hegekötter geschrieben, (* 6. Januar 1951) ist ein ehemaliger deutscher Fußballspieler. Für den VfL Osnabrück bestritt er zwischen 1972 und 1980 220 Zweitligaspiele in der Regionalliga Nord und der 2. Bundesliga Nord.

## Sportlicher Werdegang
Parallel zu seiner Jugendzeit beim VfB Schinkel spielte er gemeinsam mit seinem Nachbarn und späteren Osnabrücker Rekord-Zweitligaspieler Lothar Gans auf der Straße Fußball. 1969 wechselte er zum seinerzeitigen Drittligisten TuS Haste 01 in die Landesliga. Dort wusste er zu überzeugen, dass 1972 der Lokalkonkurrenten VfL Osnabrück ihn in die zweitklassige Regionalliga holte. Dort war er in den folgenden Jahren eine Art defensiver Spielgestalter und erreichte mit der Mannschaft in der Spielzeit 1972/73 als Vizemeister hinter dem FC St. Pauli die Aufstiegsrunde zur Bundesliga, in der sie mit drei Siegen in acht Spielen nur Vorletzter wurde, und in der Spielzeit 1973/74 als letzter Saison der Regionalliga als Tabellendritter die Qualifikation für die neu eingeführte zweigleisige 2. Bundesliga. Dort erreichten die Osnabrücker in der Nordstaffel regelmäßig Plätze im mittleren Tabellenbereich, in den Spielzeiten 1977/78 und Spielzeiten 1978/79 spielten die Norddeutschen gegen den Abstieg. Im Sommer 1980 beendete Hegekötter nach 158 Spielen in der 2. Bundesliga, in denen er acht Tore erzielte, und 62 Spielen in der Regionalliga Nord, in denen er vier Torerfolge verbuchte, seine aktive Laufbahn.
Hegekötter war während seiner aktiven Laufbahn nur als Halbprofi tätig, hauptberuflich arbeitete er im Versicherungsvertrieb und ließ sich im Arbeitsvertrag die Freistellung für Pflichtspiele garantieren. Später gründete er seine eigene Versicherungsagentur.
Neben seiner Fußballkarriere war Hegekötter auch als passionierter Tischtennisspieler unterwegs, für den Post SV Osnabrück spielte er in der Verbandsliga Niedersachsen. Seine Frau engagierte sich langjährig in der Gymnastikabteilung des VfL Osnabrück.